# Medio Baudó
Medio Baudó é um município da Colômbia, localizado no departamento de Chocó.